# Virginio Quartuccio
Virginio Quartuccio (Torre Annunziata, 18 febbraio 1954) è un ex arbitro di calcio italiano.

## Carriera

### Arbitro
Promosso nel ruolo CAN A/B nel 1987, fece l'esordio assoluto il 20 settembre 1987 nella gara di Serie B Triestina-Catanzaro, mentre in Serie A esordì il 15 maggio 1988 dirigendo Empoli-Pescara.
A fine stagione vinse il Premio Giuseppe Ferrari Aggradi come miglior arbitro esordiente. Arbitrò in tale categoria per nove stagioni, fino al 1996, dirigendo 54 gare, decretò 168 ammonizioni, 12 espulsioni e fischiò 16 calci di rigore. Nella sua carriera ha diretto anche 106 gare in Serie B in cui decretò 48 espulsioni e 24 gare di Coppa Italia in cui decretò 24 ammonizioni e 3 espulsioni.
Sempre per la CAN A ha ricoperto anche il ruolo di guardalinee. Ha diretto anche incontri internazionali sia di squadre di club che di nazionali.

### Dirigente
Nel 1998 crea l'organico dell'attuale Commissione Arbitri Nazionale del Calcio a 5 ovvero la CAN 5,sempre nella stagione sportiva 1998-1999 diventa componente della CAN C.Nella stagione 1999-2000 diventa commissario CAN D fino alla stagione 2000-2001.Nella stagione 2001-2002 diventa membro del settore tecnico e dal 2001 al 2006 ricopre anche il ruolo di osservatore arbitrale alla CAN C. 
Dal 2009 al 2013 ricopre il ruolo di Presidente della Commissione disciplinare della Campania.
Il 4 luglio 2013 viene nominato dal Presidente dell'AIA nuovo Presidente pro-tempore del Comitato Regionale Arbitri Campano. Viene riconfermato in qualità di presidente del Comitato Regionale Arbitri Campano anche per la stagione 2018-2019.Al termine della stagione sportiva 2019-2020 lascia la presidenza del Comitato Regionale arbitri Campano e per la stagione sportiva 2020-2021 diventa osservatore arbitrale nella neo formata CAN A-B.

## Statistiche e partecipazioni rilevanti
- "Premio Giuseppe Ferrari Aggradi" - stagione sportiva 1987-1988.
- 54 partite di serie A.
- 106 partite di Serie B.
- 24 partite di Coppa Italia